# Thiembronne
Thiembronne är en kommun i departementet Pas-de-Calais i regionen Hauts-de-France i norra Frankrike. Kommunen ligger i kantonen Fauquembergues som tillhör arrondissementet Saint-Omer. År 2022 hade Thiembronne 824 invånare.

## Befolkningsutveckling
Antalet invånare i kommunen Thiembronne
| Referens: INSEE |